# Hi-de-Hi!
Hi-de-Hi! – brytyjski sitcom wyprodukowany przez BBC, emitowany po raz pierwszy na antenie BBC1 w latach 1980-1988. Zrealizowano 58 odcinków, podzielonych na dziewięć serii. W 1984 otrzymał nagrodę BAFTA dla najlepszego brytyjskiego serialu komediowego.
Autorami scenariusza byli Jimmy Perry i David Croft, dla których było to trzecie wspólne przedsięwzięcie po Armii tatuśka i It Ain’t Half Hot Mum. Croft był także producentem serialu z ramienia BBC. Hi-de-Hi! przyniosło szeroką popularność wszystkim swoim głównym aktorom, z których troje: Paul Shane, Jeffrey Holland i Su Pollard zagrało następnie w kolejnym serialu duetu Perry/Croft, Pan wzywał, milordzie?.

## Fabuła
Cała akcja serialu rozgrywa się w ciągu dwóch letnich sezonów turystycznych, w latach 1959 (serie 1-5) i 1960 (serie 6-9). Bohaterami są pracownicy działu rozrywki sieciowego ośrodka wczasowego w małej nadmorskiej miejscowości. Działa on według przeżywającego wówczas apogeum popularności w Wielkiej Brytanii modelu holiday camp (w dosłownym tłumaczeniu „obóz wakacyjny”), który umożliwiał przeżycie niezapomnianych wakacji nawet osobom gorzej zarabiającym. Wczasowicze za stosunkowo niewielkie pieniądze przyjeżdżali do raczej spartańsko urządzonego ośrodka, gdzie rozrywkę od rana do nocy zapewniała im starannie dobrana kadra animatorów.
Serial ukazuje przede wszystkim to, co dzieje się z dala od wzroku wczasowiczów - trudne relacje pracowników z kierownictwem, wewnętrzne waśnie i intrygi, niespełnione ambicje, romanse, drobne oszustwa, słowem wszystko, co przynosi wspólna praca non-stop, niemal przez całą dobę, przez 20 tygodni (bo tyle trwa sezon). Całość utrzymana jest jednak w konwencji pogodnej farsy.

## Bohaterowie
(w nawiasach podano nazwiska grających poszczególne role aktorów)
- Prof. Jeffrey Fairbrother (Simon Cadell)

Jeffrey jest wchodzącą gwiazdą brytyjskiej archeologii, mimo młodego wieku doszedł już do stopnia profesora i stanowiska kierownika katedry na University of Cambridge. Uważa się jednak za człowieka niezwykle nudnego, któremu prawdziwe życie ucieka gdzieś obok niego. Aby to zmienić, zatrudnia się jako kierownik ds. rozrywki w ośrodku wczasowym. Jako osoba z wyższych sfer przeżywa prawdziwy szok wchodząc w świat, gdzie zarówno jego współpracownicy, jak i klienci, to ludzie ze środowisk robotniczych. Do tego jest mało przebojowy i źle znosi publiczne wystąpienia, przez co wypada tragicznie na tle swoich zaprawionych w scenicznych bojach kolegów. Po zakończeniu sezonu turystycznego 1959 (co odpowiada końcowi piątej serii serialu), Jeffrey zdecydował się wyjechać do USA, gdzie został profesorem na University of Wisconsin.
- Ted Bovis (Paul Shane)

Ted jest niespełnionym komikiem, któremu na przeszkodzie w zrobieniu prawdziwej kariery stanęło zamiłowanie do bardzo rubasznych, a często wręcz prostackich żartów. W ośrodku pracuje jako wodzirej (camp host), odpowiedzialny za prowadzenie konkursów, zabaw itp. Do tej publiczności jego poczucie humoru trafia wręcz idealnie. Jest typem cwaniaka, który wykorzystuje każdą okazję, aby zarobić parę groszy na boku lub przynajmniej napić się za darmo (a za kołnierz nie wylewa). Ted i Profesor, będąc zupełnie przeciwstawnymi osobowościami, utrzymują dość szorstkie relacje, choć tak naprawdę obaj wiedzą, że są sobie nawzajem potrzebni.
- Spike Dixon (Jeffrey Holland)

Spike jest początkującym komikiem, który za wstawiennictwem Teda zostaje zatrudniony jako jego asystent i swego rodzaju obozowy błazen. Większość czasu spędza w dziwacznych kostiumach, na wszystkie sposoby starając się rozśmieszyć wczasowiczów. Często otrzymuje od Teda najbardziej niewdzięczne role. Przy okazji Ted uczy go kolejnych zasad sztuki kabaretowej (każdą z nich określając jako „pierwszą zasadę komedii”, choć tych pierwszych jest bardzo wiele). Po pracy obaj panowie dzielą pokój, a uczciwy i naiwny Spike staje się mimowolnym uczestnikiem rozmaitych krętactw Teda.
- Gladys Pugh (Ruth Madoc)

Gladys jest szefową animatorów, a zarazem spikerką radiowęzła (gdzie jej wystudiowane wejścia antenowe brzmią niezwykle sztucznie), główną instruktorką sportową i nieformalną sekretarką kierownika ds. rozrywki. Mówi z przerysowanym do granic absurdu walijskim akcentem. Jest namiętna i kochliwa, darzy uczuciem nieśmiałego Profesora, który czuje się jej zalotami mocno zakłopotany. Później przenosi swoje uczucia na Clive’a Dempstera. Podległy sobie personel traktuje bardzo z góry, szczególnie nie cierpiąc ponętnej Sylvii, która uważa za swą główną rywalkę. Lubi publicznie śpiewać, choć nie idzie jej to za dobrze.
- Clive Dempster (David Griffin)

Clive pełni stanowisko kierownika działu rozrywki w sezonie turystycznym 1960 (czyli w seriach 6-9), zastępując w tej roli profesora Fairbrothera. Pochodzi z wyższych sfer, w czasie II wojny światowej służył w lotnictwie i dostał prestiżowy order. Jest zupełnym przeciwieństwem swojego poprzednika - to typ szarmanckiego playboya, który ciągle tonie w długach i pozostaje na finansowej łasce rodziców, ponieważ wszystkie pieniądze wydaje na szampana, paliwo do sportowego samochodu i inne zbytki. Ted znajduje w nim nieoczekiwanego sprzymierzeńca dla swoich rozmaitych przekrętów zmierzających do wyłudzenia pieniędzy od wczasowiczów.
- William Partridge (Leslie Dwyer)

Mocno starszy już Pan Partridge to nestor wśród personelu ośrodka. Przed I wojną światową był żonglerem, ale odniesione rany zmusiły go do przekwalifikowania się na lalkarza i animatora dzieci. Jest to o tyle paradoksalne, że dzieci szczerze nie cierpi, w chwilach złości bywa dla nich opryskliwy i brutalny. Jego jedyną życiową pasją jest alkohol, potrafi pić na umór przez kilka dni bez przerwy. Jego koledzy robią wówczas wszystko, aby nie dowiedziało się o tym najwyższe kierownictwo.
- Fred Quilly (Felix Bowness)

Fred to były dżokej, który musiał gwałtownie zmienić pracę po tym, jak naraził się groźnemu gangowi, biorąc pieniądze za celowe przegranie wyścigu, a potem wygrywając go. W ośrodku pełni rolę instruktora jeździectwa, pomaga także w pracy pozostałym animatorom. Dzieli pokój z panem Partridge'm, co rodzi konflikty, bo Fred nie może znieść alkoholizmu współlokatora, a ten z kolei nie toleruje ciągnącego się za Fredem zapachu stajni.
- Yvonne i Barry Stuart-Hargreaves (Diane Holland i Barry Howard)

Byli mistrzowie tańca, para prywatnie i na parkiecie. Złośliwi wypominają im, że największe triumfy w turniejach święcili w czasie II wojny światowej, gdy mało który mężczyzna mógł trenować taniec, bo byli na wojnie. Yvonne jest wyniosła, na każdym kroku podkreśla swoją przynależność do wyższych sfer i odcina się od otaczającego ją „pospólstwa”. Jej niemalże arystokratyczny sposób bycia mocno kontrastuje z przaśną codziennością ośrodka. Barry jest typem męża zdominowanego przez ekspansywną żonę. Choć do pewnego stopnia podziela dyskomfort Yvonne z powodu otaczających ich ludzi, najwięcej uwagi poświęca wygłaszaniu pod adresem żony złośliwych docinków, pełnych aluzji do ich niezbyt udanego pożycia.
- Peggy Ollerenshaw (Su Pollard)

Peggy pracuje w ośrodku jako pokojowa, ale jej wielkim marzeniem jest kariera estradowa i sceniczna. Pierwszym krokiem do realizacji tych planów ma być awans na animatorkę. Choć próbuje wiele razy, nie jest w stanie przejść ostrej selekcji. Stara się więc wykorzystywać każdą okazję, aby brać udział w przedsięwzięciach animatorów. Godzi się przy tym wykonywać nawet najbardziej niewdzięczne zadania. Jest szczególnie źle traktowana przez Gladys. Począwszy od serii szóstej Peggy odgrywa coraz ważniejszą rolę w fabule poszczególnych odcinków, stając się jedną z pierwszoplanowych bohaterek. Wiązało się z dużą popularnością i sympatią, jaką Su Pollard zyskała u widzów.
- Sammy Morris (Kenneth Connor)

Sammy pojawił się po raz pierwszy w serii siódmej jako postać epizodyczna, zaś na stałe dołączył do personelu ośrodka w serii ósmej. Zastąpił pana Partridge’a na stanowisku animatora dzieci. Sammy jest typem obleśnego kloszarda, przez wiele lat był bezdomny i nawet mając zapewnione trzy ciepłe posiłki dziennie i dach nad głową, nie jest w stanie pozbyć się nawyków takich jak spanie w gazetach ukrytych w krzakach czy jedzenie resztek ze śmietnika. Zna jednak pewną wstydliwą tajemnicę z przeszłości właściciela ośrodka, dzięki czemu okazuje się niespodziewanie osobą bardzo wpływową w firmie.
- Julian Dalrymple-Sykes (Ben Aris)

Jest byłym partnerem tanecznym i kochankiem z czasów młodości Yvonne, a także byłym bokserem. Od pewnego czasu pracuje jednak poza show businessem, jest właścicielem bardzo dobrze prosperującej hodowli świń. Choć od ich rozstania minęły długie lata, wciąż bardzo kocha podstarzałą już Yvonne i pożąda jej w stopniu zupełnie niezrozumiałym dla innych. Po raz pierwszy pojawia się w serialu jako postać epizodyczna w serii piątej. Kiedy na początku serii ósmej Yvonne zostaje porzucona przez męża, Julian zostawia farmę pod opieką swego rezolutnego rządcy (w tej roli Billy Burden) i zatrudnia się w ośrodku tylko po to, by być blisko ukochanej. Yvonne wzbrania się jednak przed jego zalotami, bowiem przeraża ją wizja życia na wsi, wśród błota i świń.
- Joe Maplin

Joe Maplin nigdy nie pojawia się na ekranie, a mimo to jest bardzo ważną postacią. Znamy go tylko z opowieści innych bohaterów, ich rozmów telefonicznych oraz listów regularnie pisywanych przez niego do personelu ośrodka. Jest właścicielem sieci Maplin's, do której należy serialowy ośrodek. Doszedł do majątku w nie do końca legalny sposób, nie jest też osobą o szczególnej ogładzie. Kaleczy angielszczyznę, wszystkich traktuje bardzo obcesowo, jako szef nie znosi sprzeciwu. Jego największym marzeniem jest uzyskanie z rąk królowej tytułu szlacheckiego, lub chociaż rycerskiego. Mają temu służyć liczne chwyty i przedsięwzięcia „pod publiczkę” w które często angażuje swoich animatorów. On i jego kolejni wysłannicy przyjeżdżający do ośrodka budzą powszechną niechęć, ale też postrach wśród pracowników.

## Odcinki

### Pilot
| 1 | - | Hey Diddle Diddle | David Croft | Jimmy Perry, David Croft | 1 stycznia 1980 |
| Cambridge, wiosna 1959 roku. Młody profesor Jeffrey Fairbrother mówi swojej przerażonej matce, iż zamierza podjąć pracę w ośrodku wczasowym na prowincji. Tymczasem w zmierzającym na wybrzeże pociągu wodzirej owego ośrodka Ted Bovis przekazuje pierwsze rady swojemu nowemu pomocnikowi, młodemu Spike’owi Dixonowi. W dalszej części odcinka poznajemy też pozostałych głównych bohaterów. |   |                   |             |                          |                 |

### Seria 1
| 2 | 1 | Desire In The Mickey Mouse Grotto | David Croft | Jimmy Perry, David Croft | 26 lutego 1981  |
| Młoda wczasowiczka usilnie stara się zainteresować sobą profesora Fairbrothera, czym ten jest mocno zakłopotany. Tymczasem Gladys i rodzice dziewczyny podejrzewają, że to profesor chce niegodnie wykorzystać nieletnią. |   |                                   |             |                          |                 |
| 3 | 2 | The Beauty Queen Affair           | David Croft | Jimmy Perry, David Croft | 5 marca 1981    |
| W ośrodku odbywają się wybory miss wczasowiczek. Ojciec jednej z kandydatek bardzo chce sprawić córce przyjemność i próbuje przekupić czuwającego nad przebiegiem głosowania profesora, byle tylko jego pociecha wygrała. |   |                                   |             |                          |                 |
| 4 | 3 | The Partridge Season              | John Kilby  | Jimmy Perry, David Croft | 12 marca 1981   |
| Głównym tematem odcinka jest problem alkoholowy pana Partridge’a, który zamyka się w swoim pokoju z dużym zapasem whisky i zupełnie ignoruje obowiązki wobec najmłodszych wczasowiczów, którym ma zapewniać rozrywkę.     |   |                                   |             |                          |                 |
| 5 | 4 | The Day Of Reckoning              | John Kilby  | Jimmy Perry, David Croft | 19 marca 1981   |
| Do ośrodka przyjeżdża na swój miesiąc miodowy para szaleńczo zakochanych nowożeńców. Wkrótce okazuje się, iż w rzeczywistości jest to kamuflaż duetu groźnych złodziei.                                                   |   |                                   |             |                          |                 |
| 6 | 5 | Charity Begins At Home            | John Kilby  | Jimmy Perry, David Croft | 26 marca 1981   |
| Ted postanawia wyłudzić nieco pieniędzy, wykorzystując dobroć wczasowiczów. W tym celu organizuje zbiórkę środków na fikcyjny cel charytatywny.                                                                           |   |                                   |             |                          |                 |
| 7 | 6 | No Dogs Allowed                   | John Kilby  | Jimmy Perry, David Croft | 2 kwietnia 1981 |
| Profesor Fairbrother ma poważne kłopoty związane z ciągnącym się od dłuższego czasu rozwodem. Tym razem kością niezgody między nim a jego żoną staje się ich pies. A psom do ośrodka wstęp surowo wzbroniony!             |   |                                   |             |                          |                 |

### Seria 2
| 8 | 1 | If Wet - In The Ballroom | John Kilby | Jimmy Perry, David Croft | 29 listopada 1981 |
| Personel ośrodka musi zmierzyć się z typowym problemem brytyjskiej branży turystycznej - tragiczną pogodą. Jak zapewnić wczasowiczom rozrywkę, gdy na zewnątrz ulewa?                                                   |   |                          |            |                          |                   |
| 9 | 2 | Peggy's Big Chance       | John Kilby | Jimmy Perry, David Croft | 6 grudnia 1981    |
| Za wstawiennictwem profesora Fairbrothera, Peggy otrzymuje upragnioną szansę awansu na animatorkę. Musi tylko dobrze wypaść na rozmowie kwalifikacyjnej.                                                                |   |                          |            |                          |                   |
| 10 | 3 | Lift Up Your Minds       | John Kilby | Jimmy Perry, David Croft | 13 grudnia 1981   |
| Zniesmaczony rubasznymi konkursami dla wczasowiczów, profesor postanawia wprowadzić do oferty ośrodka trochę kultury wysokiej. Niestety, spotkania z muzyką klasyczną nie cieszą się początkowo dużym powodzeniem.      |   |                          |            |                          |                   |
| 11 | 4 | On With The Motley       | John Kilby | Jimmy Perry, David Croft | 20 grudnia 1981   |
| Ted dostaje szansę na prawdziwą karierę, gdy otrzymuje zaproszenie, aby w ostatniej chwili wystąpić przed członkami ekskluzywnego klubu. Dodatkowo na sali ma się znaleźć członek ekipy znanego programu telewizyjnego. |   |                          |            |                          |                   |
| 12 | 5 | A Night Not To Remember  | John Kilby | Jimmy Perry, David Croft | 27 grudnia 1981   |
| Profesor wbrew swojej woli zostaje spojony alkoholem i okazuje się mieć bardzo słabą głowę. Tymczasem Gladys ma niekoniecznie mile widzianego adoratora.                                                                |   |                          |            |                          |                   |
| 13 | 6 | Sausages Or Limelight    | John Kilby | Jimmy Perry, David Croft | 3 stycznia 1982   |
| Spike oświadcza się swojej dziewczynie, ale jej ojciec nie chce słyszeć o małżeństwie z początkującym komediantem i żąda, by znalazł sobie poważne zajęcia. Spike musi wybrać: miłość czy sceniczne powołanie?          |   |                          |            |                          |                   |

### Seria 3
| 14 | 1 | Nice People With Nice Manners | John Kilby  | Jimmy Perry, David Croft | 31 października 1982 |
| Yvonne i Barry przygotowują w swoim pokoju wytworne przyjęcie dla starannie wyselekcjonowanych gości spośród personelu. Na posłańca roznoszącego pisemne zaproszenia wybierają Peggy, co okazuje się dość ryzykowne. |   |                               |             |                          |                      |
| 15 | 2 | Carnival Time                 | David Croft | Jimmy Perry, David Croft | 7 listopada 1982     |
| Personel ośrodka przygotowuje się do dorocznej wielkiej parady ulicami miasteczka, będącej jednym z najważniejszych wydarzeń sezonu. Tymczasem na miejsce przybywa dziekan wydziału w Cambridge, na którym pracował profesor (w tej roli gościnnie John Le Mesurier), i stara się przekonać go do powrotu na uniwersytet. |   |                               |             |                          |                      |
| 16 | 3 | A Matter Of Conscience        | John Kilby  | Jimmy Perry, David Croft | 14 listopada 1982    |
| Właściciel ośrodka Joe Maplin planuje jego rozbudowę na sąsiedniej działce. Rzecz w tym, że lokalne władze zaplanowały tam szpital. Personel otrzymuje zadanie, aby skłonić je do zmiany tej decyzji. |   |                               |             |                          |                      |
| 17 | 4 | The Pay-Off                   | John Kilby  | Jimmy Perry, David Croft | 21 listopada 1982    |
| W kontynuacji wątku z poprzedniego odcinka, Joe Maplin postanawia przekupić miejscowych radnych. Łapówkę ma wręczyć profesor. |   |                               |             |                          |                      |
| 18 | 5 | Trouble And Strife            | John Kilby  | Jimmy Perry, David Croft | 28 listopada 1982    |
| W ośrodku pojawia się była żona Teda. Żąda spłaty zaległych alimentów i grozi mu więzieniem. Ted jak zwykle upatruje źródła gotówki w kieszeniach naiwnych wczasowiczów. |   |                               |             |                          |                      |
| 19 | 6 | Stripes                       | John Kilby  | Jimmy Perry, David Croft | 5 grudnia 1982       |
| Decyzją Joe Maplina, Gladys zostaje oficjalnie mianowana szefową animatorów i otrzymuje prawo do noszenia stroju wyraźnie podkreślającego jej pozycję. Wzbudza to wielkie niezadowolenie pozostałych pracowników. |   |                               |             |                          |                      |

### Seria 4
| 20 | 1 | Co-Respondent's Course  | John Kilby  | Jimmy Perry, David Croft | 12 grudnia 1982  |
| W życiu żony profesora, z którą ten jest w separacji, pojawia się dystyngowany mężczyzna z wyższych sfer, któremu zależy na jej szybkim rozwodzie i ponownym małżeństwie z nim. Jednocześnie chce, aby to profesor dostarczył jednoznacznego powodu do rozwodu. |   |                         |             |                          |                  |
| 21 | 2 | It's A Blue World       | John Kilby  | Jimmy Perry, David Croft | 19 grudnia 1982  |
| Ted ma nowy pomysł na łatwy zarobek - urządza w barze w ośrodku nocne kino z filmami pornograficznymi, na które dyskretnie sprzedaje bilety męskiej części wczasowiczów. W tym samym miejscu i czasie planowane jest przyjęcie urodzinowe jednej z animatorek.  |   |                         |             |                          |                  |
| 22 | 3 | Eruptions               | David Croft | Jimmy Perry, David Croft | 26 grudnia 1982  |
| W sali balowej ośrodka pojawia się nowe urządzenie, które okazuje się mocno kłopotliwe dla animatorów. Postanawiają dyskretnie rozwiązać problem. |   |                         |             |                          |                  |
| 23 | 4 | The Society Entertainer | John Kilby  | Jimmy Perry, David Croft | 2 stycznia 1983  |
| Zauroczony wczasowiczką z wyższych sfer Spike postanawia przenieść swoje numery komediowe na wyższy poziom wysublimowania i skończyć z prostackimi żartami. Ted nie jest entuzjastą tego pomysłu.                                                               |   |                         |             |                          |                  |
| 24 | 5 | Sing You Sinners        | David Croft | Jimmy Perry, David Croft | 9 stycznia 1983  |
| Miejscowy proboszcz rezygnuje z odprawiania w ośrodku niedzielnych mszy dla wczasowiczów. Obowiązek dbania o ich potrzeby duchowe biorą na siebie animatorzy.                                                                                                   |   |                         |             |                          |                  |
| 25 | 6 | Maplin Intercontinental | John Kilby  | Jimmy Perry, David Croft | 16 stycznia 1983 |
| Joe Maplin postanawia otworzyć nowy ośrodek na Bahamach. Ma tam trafić po jednej animatorce z każdego z jego angielskich ośrodków. Wśród personelu zaczyna się rywalizacja.                                                                                     |   |                         |             |                          |                  |
| 26 | 7 | All Change              | John Kilby  | Jimmy Perry, David Croft | 23 stycznia 1983 |
| Joe Maplin przysyła do ośrodka swoją seksowną i bezwzględną kochankę, aby wzięła w karby niezdyscyplinowanych pracowników. Wizytatorka nie pamięta jednak, że kiedyś pracowała już z Tedem.                                                                     |   |                         |             |                          |                  |

### Seria 5
| 27 | 1 | Concessions             | John Kilby | Jimmy Perry, David Croft | 27 listopada 1983 |
| Ted i Pan Partridge dyskretnie wymykają się z ośrodka, aby wystąpić w miasteczku dla członków miejscowej organizacji przedsiębiorców. Peggy również chce tam sobie dorobić jako kelnerka.                                                                                     |   |                         |            |                          |                   |
| 28 | 2 | Save Our Heritage       | John Kilby | Jimmy Perry, David Croft | 4 grudnia 1983    |
| Joe Maplin podejmuje kolejną próbę rozbudowy ośrodka. Tym razem bierze sobie za cel działkę ze starym domem, zamieszkiwanym przez biedną wdowę. Chce ją stamtąd eksmitować, lecz jego własny personal postanawia mu w tym przeszkodzić.                                       |   |                         |            |                          |                   |
| 29 | 3 | Empty Saddles           | John Kilby | Jimmy Perry, David Croft | 11 grudnia 1983   |
| Joe Maplin planuje odesłać do rzeźni stare konie, będące pod opieką Freda. Wpędza to starego dżokeja w straszną rozpacz. Personel wspólnie postanawia zapobiec wywiezieniu koni.                                                                                              |   |                         |            |                          |                   |
| 30 | 4 | The Marriage Settlement | John Kilby | Jimmy Perry, David Croft | 18 grudnia 1983   |
| Ośrodek odwiedza żona profesora, chcąc ustalić z nim ostateczne warunki rozwodu. Gladys wypatruje w tym swojej szansy, aby profesor wreszcie związał się z nią. |   |                         |            |                          |                   |
| 31 | 5 | The Graven Image        | John Kilby | Jimmy Perry, David Croft | 8 stycznia 1984   |
| W przypływie megalomanii Joe Maplin postanawia, aby w każdym z jego ośrodków stanął jego pokaźny pomnik. Odsłonięciu ma towarzyszyć pompatyczna ceremonia, zrealizowana przez personel według odgórnego scenariusza, jednak nie wszystko idzie zgodnie z planem.              |   |                         |            |                          |                   |
| 32 | 6 | Peggy's Pen Friend      | John Kilby | Jimmy Perry, David Croft | 15 stycznia 1984  |
| Peggy sądzi, że wreszcie znalazła miłość swego życia. Do ośrodka przyjeżdża mężczyzna, w którym zakochała się przez wymieniane od dłuższego czasu listy. Okazuje się jednak, że jest on mocno starszym już panem, którego uczciwe intencje budzą wątpliwości.                 |   |                         |            |                          |                   |
| 33 | 7 | The Epidemic            | John Kilby | Jimmy Perry, David Croft | 22 stycznia 1984  |
| W ośrodku grasują graficiarze, pozostawiający swoje ślady w każdym dostępnym miejscu. Ted dowodzi akcją usuwania napisów, podczas której Barry doznaje poważnej kontuzji. W efekcie w ośrodku po raz pierwszy pojawia się Julian, aby zastąpić go na parkiecie u boku Yvonne. |   |                         |            |                          |                   |

### Seria 6
| 34 | 1 | Together Again                          | David Croft | Jimmy Perry, David Croft | 3 listopada 1984  |
| Personel ośrodka powraca do niego po zimowej przerwie. Powitaniom i uściskom nie ma końca, ale nigdzie nie ma śladu profesora, którego wyczekuje zwłaszcza Gladys. |   |                                         |             |                          |                   |
| 35 | 2 | Ted At The Helm                         | David Croft | Jimmy Perry, David Croft | 10 listopada 1984 |
| Animatorzy dowiadują się, że Jeffrey już nie wróci, wyjechał na uniwersytet w USA. Gladys jest załamana. Tymczasem Ted liczy, że przejmie jego posadę. Samozwańczo mianuje się tymczasowym kierownikiem działu rozrywki. Wkrótce potem przybywa jednak Clive, którego nowym szefem mianował Joe Maplin. |   |                                         |             |                          |                   |
| 36 | 3 | Opening Day                             | David Croft | Jimmy Perry, David Croft | 17 listopada 1984 |
| Pierwszego dnia nowego sezonu turystycznego wchodzą w życie nowe zasady witania przybywających turystów. Odtąd - ku przerażeniu animatorów - personel musi odbierać ich już ze stacji kolejowej. |   |                                         |             |                          |                   |
| 37 | 4 | Off With The Motley                     | David Croft | Jimmy Perry, David Croft | 24 listopada 1984 |
| Peggy otrzymuje upragniony awans. No, może nie do końca upragniony, bo chciała zostać animatorką, a tymczasem jest awansowana w hierarchii sprzątaczek. |   |                                         |             |                          |                   |
| 38 | 5 | Hey Diddle Diddle, Who's On The Fiddle? | David Croft | Jimmy Perry, David Croft | 1 grudnia 1984    |
| Personel obawia się, że jednym z zadań Clive’a jako nowego kierownika jest wytępienie drobnych przekrętów i sposobów na zarabianie na boku, które stosują niemal wszyscy animatorzy, nawet pryncypialna Gladys.                                                                                         |   |                                         |             |                          |                   |

### Pierwszy i drugi świąteczny odcinek specjalny
| 39 | - | Raffles               | David Croft | Jimmy Perry, David Croft | 25 grudnia 1984 |
| Wiecznie zadłużony Ted ma na głowie firmę windykacyjną, której groźnie wyglądający pracownicy nie przebierają w środkach. Postanawia wyremontować starego grata od lat stojącego w stajni ośrodka i sprzedać go jako sportowy samochód.                               |   |                       |             |                          |                 |
| 40 | - | The Great Cat Robbery | David Croft | Jimmy Perry, David Croft | 25 grudnia 1985 |
| Policja podejrzewa, że w poprzednim sezonie w ośrodku ukrywał się groźny złodziej klejnotów. Miał ukryć swój łup w jednym z pokoi, najpewniej pod podłogą. Animatorzy zrobią wszystko, by znaleźć skarb jako pierwsi, oddać ubezpieczycielowi i zarobić na znaleźnym. |   |                       |             |                          |                 |

### Seria 7
| 41 | 1 | It's Murder              | David Croft             | Jimmy Perry, David Croft | 5 stycznia 1986  |
| Pan Partridge zachowuje się coraz gorzej, głównie pod wpływem alkoholu. Część animatorów żąda jego zwolnienia, bowiem złość wczasowiczów staje się kłopotliwa dla wszystkich. Pewnej nocy animatorzy odkrywają w basenie ośrodka ciało z wbitym w plecy nożem. |   |                          |                         |                          |                  |
| 42 | 2 | Who Killed Mr Partridge? | David Croft             | Jimmy Perry, David Croft | 12 stycznia 1986 |
| W ośrodku trwa policyjne śledztwo w sprawie zabójstwa pana Partridge’a. W końcu okazuje się, że rzekome ciało to tylko manekin, zaś pan Partridge sfingował całą sprawę i po prostu uciekł z ośrodka.                                                          |   |                          |                         |                          |                  |
| 43 | 3 | Spaghetti Galore         | David Croft             | Jimmy Perry, David Croft | 19 stycznia 1986 |
| Gladys obchodzi urodziny. Z tej okazji zostaje zaproszona na wielką porcję spaghetti do miejscowej włoskiej restauracji. Problem w tym, że aż trzykrotnie, przez różne osoby.                                                                                  |   |                          |                         |                          |                  |
| 44 | 4 | A Lack Of Punch          | Robin Carr, David Croft | Jimmy Perry, David Croft |                  |
| Odejście pana Partridge’a rodzi poważne kłopoty dla reszty animatorów, którzy muszą w jego zastępstwie zajmować się najmłodszymi wczasowiczami. Ted i Spike spotykają na plaży bezdomnego aktora Sammy’ego i proponują mu pracę w ośrodku.                     |   |                          |                         |                          |                  |
| 45 | 5 | Ivory Castles In The Air | Robin Carr, David Croft | Jimmy Perry, David Croft | 9 lutego 1986    |
| Animatorzy muszą zajmować się promocją produktów, z których producentami Joe Maplin podpisał kontrakty reklamowe. Tymczasem Clive proponuje Gladys pracę dla jego zamożnej rodziny.                                                                            |   |                          |                         |                          |                  |
| 46 | 6 | Man Trap                 | Robin Carr, David Croft | Jimmy Perry, David Croft | 16 lutego 1986   |
| Joe Maplin postanawia zrobić coś, co zapewni ośrodkowi zainteresowanie kolorowej prasy. Tym czymś okazują się zaręczyny dwojga animatorów - Gladys i jej przełożonego Clive’a. Gladys jest zachwycona, Clive znacznie mniej.                                   |   |                          |                         |                          |                  |

### Trzeci i czwarty świąteczny odcinek specjalny
| 52 | - | September Song         | David Croft | Jimmy Perry, David Croft | 27 grudnia 1986 |
| Ted szaleńczo zakochuje się w młodej wczasowiczce grającej na fortepianie. Chce porzucić dla niej całe swe dotychczasowe życie i występować w duecie z ukochaną. Rodzicom dziewczyny nie podoba się jednak wizja podstarzałego, niechlujnego komika w roli zięcia. |   |                        |             |                          |                 |
| 53 | - | Tell It To The Marines | David Croft | Jimmy Perry, David Croft | 26 grudnia 1987 |
| Ośrodek odwiedza stacjonujący niedaleko oddział piechoty morskiej, a Ted wdaje się w konflikt z jego dowódcą. Postanawiają rozstrzygnąć swoją waśń poprzez zawody na poligonie. Kto pierwszy przejdzie tor przeszkód - żołnierze czy animatorzy?                   |   |                        |             |                          |                 |

### Seria 9
Seria dziewiąta została zaplanowana jako definitywne zamknięcie serialu. Wątkiem przewodnim jej pięciu odcinków są poważne perturbacje w dwóch związkach między pracownikami ośrodka - Clive’em i Gladys oraz (nieco w tle) Spikiem i April. Można w niej znaleźć także szczególnie wiele aluzji i żartów związanych z życiem w show businessie, zwłaszcza życiem artystów komediowych.
| 54 | 1 | Marry Go Round      | Mike Stephens | Jimmy Perry, David Croft | 2 stycznia 1988  |
| Spike odkrywa, że staje się coraz mniej śmieszny. Wini za to swoje zakochanie w April. Chce poradzić się Gladys, lecz niechcący doprowadza do sytuacji, którą Clive wykorzystuje jako pretekst do zerwania zaręczyn z Gladys. |   |                     |               |                          |                  |
| 55 | 2 | The Perils Of Peggy | Mike Stephens | Jimmy Perry, David Croft | 9 stycznia 1988  |
| Clive uświadamia sobie, że choć długo uważał ślub z Gladys za zło konieczne, naprawdę ją kocha. Tyle, że właśnie zerwał zaręczyny. Z pomocą Peggy i animatorów stara się na różne sposoby odzyskać względy byłej narzeczonej. |   |                     |               |                          |                  |
| 56 | 3 | Let Them Eat Cake   | Mike Stephens | Jimmy Perry, David Croft | 16 stycznia 1988 |
| Animatorzy przygotowują dla wczasowiczów przedstawienie oparte na motywach rewolucji francuskiej, lecz mają pewne kłopoty techniczne z gilotyną. Tymczasem Clive’owi udaje się pojednać z Gladys i ponownie zaręczyć z nią, tym razem absolutnie świadomie i szczerze. Postanawiają wziąć szybki ślub. |   |                     |               |                          |                  |
| 57 | 4 | Wedding Bells       | Mike Stephens | Jimmy Perry, David Croft | 23 stycznia 1988 |
| Clive i Gladys przygotowują się do ślubu w małym kościele blisko ośrodka. Ale arystokratyczni krewni pana młodego nie zamierzają dopuścić do takiego mezaliansu. |   |                     |               |                          |                  |
| 58 | 5 | The Wind Of Change  | Mike Stephens | Jimmy Perry, David Croft | 30 stycznia 1988 |
| Peggy spełnia swoje wielkie marzenie - Clive awansuje ją na animatorkę. Sam zaś, wraz ze swoją świeżo poślubioną żoną Gladys, postanawia wyjechać na stałe do Australii. Wkrótce sezon dobiega końca, do ośrodka jak co roku przyjeżdża na końcowe spotkanie z personelem Alec Foster, wysłannik Joe Maplina. Nieoczekiwanie ogłasza, że w miejscu ośrodka powstanie w przyszłym roku centrum wypoczynkowe znacznie wyższej klasy, w którym nikt z dotychczasowych animatorów nie znajdzie pracy. Nadchodzi czas pożegnania na dobre. |   |                     |               |                          |                  |

## Inspiracje i produkcja
Bezpośrednim źródłem inspiracji dla serialu były doświadczenia obu jego scenarzystów, przede wszystkim z lat 50., w których umieścili akcję Hi-de-Hi!. Serialowy ośrodek Maplins wzorowany był na obiektach autentycznej sieci Butlins, której animatorzy znani byli w całym kraju jako Redcoats (dosł. czerwone płaszcze), od koloru swoich uniformów. W serialu zmieniono kolor na żółty, stąd animatorzy są tam zwani Yellowcoats. Jimmy Perry, będąc młodym aktorem, sam dorabiał sobie jako Redcoat. Z kolei David Croft, pracujący wówczas jako producent telewizyjny i teatralny, przygotowywał na zlecenie sieci Buttlins lekkie przedstawienia, wystawianie w jej ośrodkach jako dodatkowa atrakcja.
Sceny plenerowe do serialu były realizowane w autentycznym ośrodku tego samego typu, choć należącym do konkurencyjnej sieci Warners, położonym w Dovercourt w hrabstwie Essex. Przez pierwsze dwie serie ekipa przyjeżdżała tam wczesną wiosną, przed otwarciem obiektu dla turystów. Wywoływało to jednak protesty aktorów, którzy ryzykowali własnym zdrowiem, grając sceny w odkrytym basenie czy w letnich strojach przy bardzo niskich temperaturach. Poza tym powodowało to kłopoty ze scenografią, gdyż drzewa nie miały jeszcze liści. Począwszy od serii 3, zdjęcia realizowane były w lecie i wczesną jesienią, choć odbywało się to kosztem zmniejszenia liczby dni zdjęciowych w autentycznym ośrodku, a zwiększenia liczby scen kręconych w studiu (w BBC Television Centre w Londynie) oraz w plenerach poza ośrodkiem.

### Tytuł
Słowa Hi-de-Hi! nie mają w języku angielskim żadnego konkretnego znaczenia. Jest to zawołanie, pierwotnie pochodzące z piosenki Caba Callowaya, którym animatorzy pozdrawiają wczasowiczów, ci zaś odkrzykują im „Ho-di-Ho!”.

### Piosenka tytułowa
Głównym motywem muzycznym serialu jest piosenka Holiday Rock, napisana przez Jimmy’ego Perry’ego i śpiewana przez Paula Shane’a, w sposób wyraźnie nawiązujący do stylu Elvisa Presleya. Kilku innych członków obsady śpiewa w chórkach. W 1981 utwór ten trafił na brytyjskie listy przebojów, m.in. do Top of the Pops.